# Moulins-lès-Metz
Moulins-lès-Metz település Franciaországban, Moselle megyében. Lakosainak száma 5161 fő (2022. január 1.). Moulins-lès-Metz Scy-Chazelles, Augny, Châtel-Saint-Germain, Jouy-aux-Arches, Jussy, Marly, Montigny-lès-Metz, Sainte-Ruffine és Vaux községekkel határos.

## Népesség
A település népességének változása:
| Lakosok száma | 4160 | 5034 | 4827 | 4995 | 5076 | 5110 | 5055 | 5007 | 5021 | 5161 |
|               | 1968 | 1982 | 1990 | 2006 | 2013 | 2015 | 2017 | 2019 | 2020 | 2022 |